# La Neuveville-sous-Châtenois
La Neuveville-sous-Châtenois è un comune francese di 377 abitanti situato nel dipartimento dei Vosgi nella regione del Grand Est.

## Società

### Evoluzione demografica
Abitanti censiti